# 华南野靛棵
华南野靛棵（学名：Mananthes austrosinensis）为爵床科野靛棵属下的一个种。

## 扩展阅读
- 維基物種上的相關：华南野靛棵